# Mission to the Unknown
Mission to the Unknown (Misión hacia lo desconocido), a veces conocida como Dalek Cutaway, es el único episodio individual (sin contar el especial de larga duración del 20 aniversario, The Five Doctors) de la etapa clásica de la serie de televisión Doctor Who. Se sitúa sin número entre el primer y el segundo serial de la tercera temporada, y se trata de un preludio de la posterior historia de 12 partes The Daleks' Master Plan. Destaca por la completa ausencia del reparto regular, incluido el Doctor (aunque William Hartnell sigue acreditado en pantalla). La historia se centra en Lowery y Cory y sus intentos de avisar a la Tierra del último plan de los Daleks.

## Argumento
Jeff Garvey, miembro de la tripulación de una nave estrellada en el planeta Kembel, está inconsciente en el suelo. Cuando se despierta y se levanta poco a poco, comienza a repetir "Matar, matar". Mientras tanto, Marc Cory y Gordon Lowery, otros miembros de la tripulación, tienen dificultades para reparar su nave. 
Garvey se acerca poco a poco a los dos hombres trabajando en la nave. Cuando levanta su pistola y se dispone a dispararar a Lowery, Cory le dispara primero, por lo que cae al suelo aparentemente muerto. Cory saca una larga espina Varga de detrás de la oreja de Garvey, y posteriormente le explica que las Varga son una raza medio animal medio vegetal originaria de Skaro que contamina a sus víctimas convirtiéndolas en seres iguales a ellas con instinto asesino.
Cory y Lowery entran en la nave mientras el primero le explica al segundo cómo los Daleks se están haciendo con el control de muchos planetas y posiblemente se encuentre en ese. A Garvey le crece pelo y espinas por todo el cuerpo, convirtiéndose en planta Varga. Cory intenta comunicar con la nave de contacto ya que la nave no se puede arreglar, pero no puede lograrlo. 
En la ciudad Dalek en Kembel, el Dalek Supremo espera para recibir noticias de los últimos progresos. Le dicen que llegaran a una reunión los representantes de los siete planetas, y ordena que destruyan a Cory y Lowery.
Cory y Lowery son observados por tres plantas Varga. Lowery está haciendo una baliza de emergencia. Una enorme nave espacial vuela por encima de ellos y se dan cuenta de que los Daleks planean algo grande. En otra parte de la jungla Kembel, los Daleks discuten cómo exterminar a los humanos. 
Por fin, Lowery finaliza la baliza de emergencia y está a punto de grabar un mensaje cuando se dan cuenta de que algo se mueve en la jungla. Se esconden tras unos arbustos cuando llegan cuatro Daleks a la zona y destruyen la nave. Los dos hombres se internan en la jungla, y Lowery se clava una espina Varga. Intenta sacar el veneno de su cuerpo pero no da resultado, y cuando Cory lo descubre le dispara sin piedad.
En la ciudad Dalek, los representantes de las siete galaxias se han reunido en una sala de conferencias. Están preocupados por los humanos, creyendo que son hostiles, pero los Daleks les aseguran que se encargarán de ellos. Los representantes aprueban entonces el plan de conquista de la Tierra.
Después de asesinar a Lowery, Cory recoge la baliza de emergencia y empieza a grabar el mensaje. Entonces es rodeado por los Daleks y es exterminado, pero sobreviven la baliza y el mensaje.

## Producción
| Episodio               | Fecha de emisión     | Duración | Espectadores en millones | Estado en el archivo                       |
| ---------------------- | -------------------- | -------- | ------------------------ | ------------------------------------------ |
| Mission to the Unknown | 9 de octubre de 1965 | 24:42    | 8,3                      | Sólo existen algunos fotogramas y el audio |
| [ 1 ] [ 2 ] [ 3 ]      |                      |          |                          |                                            |

- Este episodio se hizo porque una historia anterior, Planet of Giants se cortó de cuatro episodios a tres durante la postproducción y se necesitaba un episodio extra para la temporada. Aunque no se habían firmado todavía los contratos del reparto, era difícil añadir un episodio simple a una secuencia planificada de historias de cuatro y seis episodios, y así se decidió hacer un tráiler de una entrega para la futura historia The Daleks' Master Plan.
- Terry Nation escribió parte de este episodio como intento de crear una historia sobre los Daleks que no implicara al Doctor y sus acompañantes, para así poder desarrollar y vender la idea de una serie de los Daleks ajena al universo de Doctor Who. En la serie propuesta, el Servicio de Seguridad Espacial tenía la tarea de cazar a los Daleks, y seguiría sus aventuras, una aproximación que se pudo ver en relatos cortos y cómics para el Dalek Outer Space Book (1965). Se escribió un piloto titulado The Destroyers, pero la serie nunca se vendió.
- El episodio lo hizo el mismo equipo que hizo Galaxy 4. Las dos historias compartieron preproducción y posiblemente el mismo código de producción. También fue el último episodio de Doctor Who en el que fue productora Verity Lambert.

### Títulos alternativos
- Quizás más que con ninguna otra historia de Doctor Who, Mission to the Unknown genera confusión y debate con el título y el código de producción usado.
- Todas las historias de Doctor Who de este periodo no tienen título en pantalla, y la historia se la refiere por un código de producción o un título interno del equipo. Las dos denominaciones se intercambiaban confusamente en muchos documentos de producción y venta internacional. Mission to the Unknown genera aún más confusión porque algunos documentos no lo refieren como serial, sino como un "episodio cutaway". Como la historia se produjo a la vez que Galaxy 4, las dos parecen haber sido referidas juntas. Muchos de los códigos de producción disponibles son Serial T o Serial T más apéndice.
- A principios de 1965 comenzó a usarse el término "Dalek Cutaway" para describir el episodio en la oficina de producción. El título en pantalla Mission the Unknown llegó más tarde, pero continuaron ambos en circulación, con el término Dalek Cutaway usándose indistintamente tanto como título de historia y como término de producción. También aparece la abreviación "DC" en algunos de los primeros documentos de producción.
- Los documentos de diseño se refieren al episodio sucesivamente como "Serial T/A" y después "Serial T Episodio 5". El guion de cámara del episodio muestra "Dalek Cutaway" como descripción y un añadido a mano dice "Serial T Episodio 4" (una numeración incorrecta). Después, cuando se borró la cinta del episodio, la documentación relevante se refería a él como "Serial Ta Episodio 1/1".
- Cuando se puso en oferta la historia para venderla internacionalmente, la sinopsis enviada por BBC Enterprises daba el título de Mission to the Unknown (Dalek Cutaway). El documento de Enterprises de 1974 A Quick Guide to Doctor Who, que listaba las historias producidas hasta entonces para potenciales ventas internacionales, le daba el título Dalek Cutaway (Mission to the Unknown) y no ofrecía ningún código de producción en absoluto.
- Cuando los fanes empezaron a recopilar libros de referencia a mediados de los setenta fue este documento el que formó la base de muchas listas. La historia se refería alternativamente como Dalek Cutaway y Mission to the Unknown en muchas ocasiones, mientras el código de producción quedó en blanco hasta el descubrimiento de los documentos de diseño diciendo T/A. En años más recientes la exploración de los archivos escritos de la BBC ha expuesto los problemas del título y el código de producción.